# بریکسیا ۵۲۱

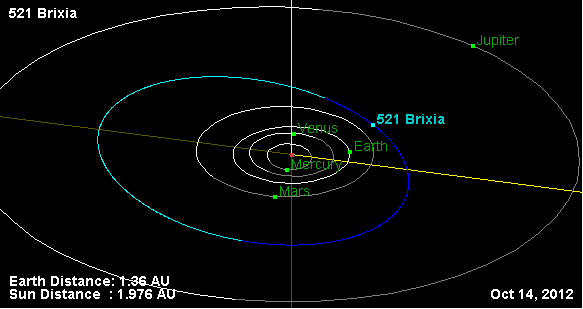
نمایی از محل قرارگیری سیارک بریکسیا ۵۲۱ در مدار – ۲۰۱۲

سیارک ۵۲۱ (به انگلیسی: 521 Brixia، نامگذاری:1904NB) پانصد و بیست و یکمین سیارک کشف شده‌است که در ۱۰ ژانویه ۱۹۰۴ و در هایدلبرگ کشف شد.
قدر مطلق سیارک برابر ۸٫۳۱ است.